# CGTN (TVチャンネル)
CGTN（シージー ティーエヌ 英語: CGTN English、簡体字中国語: 中国环球电视网英语频道）は中華人民共和国の国営テレビ局中国中央電視台の中国グローバルテレビジョンネットワーク（中国環球電視網）の英語による国際ニュース放送チャンネルである。24時間放送を行なっている。かつては「CCTV-NEWS」「CCTV-9」「CCTV International」として知られていた。

## 沿革
1997年9月20日に放送を開始。中国の視点によってニュースと情報を世界の視聴者に放送している。
2004年5月3日に番組編成を新しくし、中国の視点に加え、世界の出来事の報道を増やした。
2011年1月より「CCTV News」と改名、従来のCCTV-9チャンネルは現在、2つのドキュメンタリーチャンネルに変更となった。2011年9月より正式にチャンネル名を「CCTV News」に変更した。
CCTV Newsは6つの衛星を経由し世界各地に放送し、現在中国国外での視聴者は4500万人以上にのぼる。
2016年12月31日、「CCTV-NEWS」が「CGTN」に改名された。中国・北京を始め、アメリカ・ワシントンとイギリス・ロンドン、ケニア・ナイロビに制作拠点を持っている。
2021年2月4日、イギリスの情報通信庁は事実上の編集権を握っている制作会社が中国共産党の支配下にあり、政治団体が運営する会社は放送免許を持つことを禁止している放送法に抵触しているとして、イギリス国内におけるCGTNの放送免許を取り消すことを発表した。また、イギリスも加盟する放送に関する欧州の協定に基づき、イギリスの放送免許が他国にも適用されるため、ドイツなどのヨーロッパ各国でもCGTNが放送されていたが、今回の免許取り消しに伴い、ヨーロッパ全域で本チャンネルの放送停止を迫られる可能性がある。

## 日本での視聴方法
- インターネット放送で視聴可能（リアルタイム）

なおインターネット放送はインターネット回線を使用しているため、30秒～1分程度のタイムラグがある。また回線の状況によっては映像が乱れたり表示されないことがある